# Герлі (Міссісіпі)
Герлі (англ. Hurley) — переписна місцевість (CDP) в США, в окрузі Джексон штату Міссісіпі. Населення — 1557 осіб (2020).

## Географія
Герлі розташоване за координатами 30°39′46″ пн. ш. 88°29′55″ зх. д. / 30.66278° пн. ш. 88.49861° зх. д. (30.662715, -88.498689).  За даними Бюро перепису населення США в 2010 році переписна місцевість мала площу 13,34 км², з яких 13,30 км² — суходіл та 0,04 км² — водойми.

## Демографія
Згідно з переписом 2010 року, у переписній місцевості мешкала 1551 особа в 518 домогосподарствах у складі 431 родини. Густота населення становила 116 осіб/км².  Було 565 помешкань (42/км²).
Расовий склад населення:
| - 95,6 % — білих - 1,5 % — чорних або афроамериканців - 0,6 % — корінних американців - 0,1 % — азіатів |

До двох чи більше рас належало 1,4 %. Частка іспаномовних становила 0,8 % від усіх жителів.
За віковим діапазоном населення розподілялося таким чином: 29,5 % — особи молодші 18 років, 59,2 % — особи у віці 18—64 років, 11,3 % — особи у віці 65 років та старші. Медіана віку мешканця становила 35,5 року. На 100 осіб жіночої статі у переписній місцевості припадало 90,1 чоловіків;  на 100 жінок у віці від 18 років та старших — 94,3 чоловіків також старших 18 років.
За межею бідності перебувало 2,9 % осіб, у тому числі 0,0 % дітей у віці до 18 років та 7,9 % осіб у віці 65 років та старших.
Цивільне працевлаштоване населення становило 462 особи. Основні галузі зайнятості: виробництво — 25,8 %, транспорт — 19,3 %, будівництво — 13,9 %, науковці, спеціалісти, менеджери — 8,9 %.